# Christian Bernadac
Christian Bernadac (Tarascon-sur-Ariège, 1º agosto 1937 – 14 dicembre 2003) è stato un giornalista e scrittore francese.

## Giornalista
È stato ideatore nel 1972 di Inter 3, il primo telegiornale della rete televisiva France 3. Dal 1981 è stato responsabile del settore documentari della rete TF1.

## Scrittore
Figlio di un deportato, Bernadac è stato autore di dodici libri sul tema della deportazione in Europa durante il XX secolo, e specificatamente sulla vita nei campi di concentramento nazisti. Nell'edizione originale, tali scritti - redatti sulla base di centinaia di testimonianze di prigionieri politici specialmente di nazionalità francese e spagnola - sono stati raccolti sotto il titolo Déportation (I, II, III, IV). L'intera opera è stata pubblicata in Italia dalle Edizioni Ferni di Ginevra.
Autore di romanzi, è stato collezionista di disegni di scrittori, segnatamente di quelli di George Sand.
Più volte premiato per la sua attività, ha ricevuto fra gli altri il Premio Littré per Les Médecins de l'impossible (nella versione italiana I medici dell'impossibile) e il Premio Malherbe per Le Train de la mort (Il treno della morte).

## Opere
Titoli in lingua francese (titolo della pubblicazione in lingua italiana ove disponibile)

### "Déportation"
Edizioni di riferimento pubblicate da Éditions France-Empire:
- Les Médecins maudits (I medici maledetti), settembre 1967
- Les Médecins de l'impossible (I medici dell'impossibile), ottobre 1968
- Les Sorciers du ciel (Gli stregoni del cielo), ottobre 1969
- Le Train de la mort (Il treno della morte), novembre 1970
- Les Mannequins nus (Auschwitz) (Manichini nudi), ottobre 1971
- Le Camp des femmes (Ravensbrück) (Il lager delle donne), settembre 1972
- Kommandos de femmes (Kommando di donne), settembre 1974
- Les 186 marches (Mauthausen 1) (I 186 gradini), settembre 1974
- Le Neuvième cercle (Mauthausen 2) (Il nono cerchio), settembre 1975
- Des jours sans fin (Mauthausen 3) (I giorni senza fine), settembre 1976
- L'Holocauste oublié (L'Olocausto dimenticato, sul massacro dei tzigani, v. anche antiziganismo), ottobre 1979
- Le Rouge-Gorge, novembre 1980

### Le Glaive et les Bourreaux
Éditions France-Empire:
- I. - La Toile d'araignée - La montée du nazisme
- II. - Les Trompettes de Berlin
- III. - L'Ordre S.S.
- IV. - La Gestapo - L'état-prison
- V. - La Luftwaffe
- VI. - La Kriegsmarine
- Les Assassins - Le front de l'Est, 1984

### Saggi storici
Éditions France-Empire:
- Le Mystère Otto Rahn - Du catharisme au nazisme (Le Graal et Montségur), août 1978
- Dagore, Les Carnets secrets de la Cagoule, juin 1977
- L'Exécution de Budapest, mai 1966
- Le Passe-Montagne, août 1975
- Madame de... qui vivait nue parmi les ours, au sommet des Monts Perdus

### Presso altri autori
- Train 7909 destination Dachau, Michel Lafon
- Les Victorieux, Michel Lafon, 1994
- Les Possédés de Chaillot, en collaboration avec S. Fourcassié, J.-C. Lattès
- La libération des camps. Le dernier jour de notre mort
- Dictionnaire du Désespéranto, le langage des camps, Michel Lafon, 1999

### Cultura locale
- Macarel ! polémiques ariégeoises, Éditions Résonances, 1980; riedizione C. Lacour, 1999.
- La cuisine du comté de Foix et du Couserans, Éd. Denoël/Résonances, 1982; riedizione C. Lacour, 1999

### Romanzi
- Djebel Tour, Albin Michel, 1992, ISBN 2-226-06194-0
- Le Complot des lépreux, Belfond
- Le Manchot-Empereur, J.-C. Lattès

### Su George Sand
- Dessins, aquarelles, dendrites de George Sand: Les Montagnes bleues, Belfond